# Uruhuasia cruciata
Uruhuasia cruciata là một loài ruồi trong họ Tachinidae.